# متنزه خنيفيس الوطني

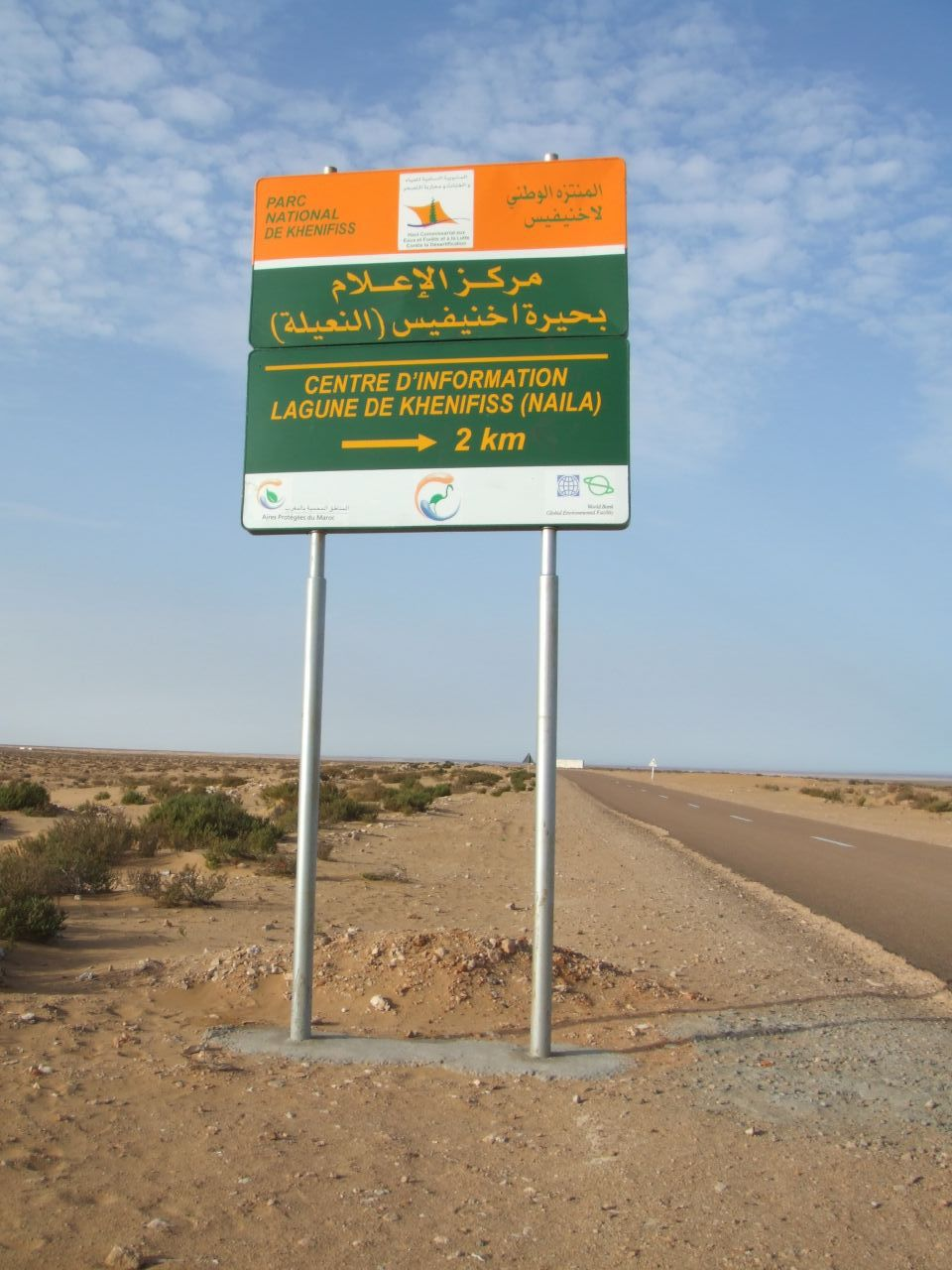
لوحة متنزه خنيفيس الوطني

مُتَنَزَّه خُنَيْفِيس الوَطَنِيُّ أو النُعَيْلَة متنزه وطني مغربي يقع بالقرب من مدينة طرفاية تقع في إقليم طرفاية في جهة العيون الساقية الحمراء الساقية الحمراء في المغرب. تعتبر من المناطق الرطبة المعروفة بتنوعها الإحيائي وتمتد على طول 20 كم على مساحة تقدر ب 6 500 هكتار وجزء أساسي ومهم للمتنزه الوطني خنيفيس الذي يضم مجال طبيعي يتسع إلى 180 000 هكتار، ويعرف زيارة أكثر من 211 نوع من الطيور إلى الموقع، التي تشاهد بالمحمية.

## اللائحة المؤقتة للتراث العالمي بالمغرب
تمكن المغرب من تسجيل العديد من المواقع في لائحة التراث العالمي، ومن بينها موقع متنزه خنيفيس الوطني ضمن اللائحة المؤقتة لتراث العالمي الإنساني الطبيعي، وبذلك انضمت إلى «قائمة مواقع التراث العالمي في المغرب» سنة 1998.
بعد أن تمكن المغرب من إعداد الملف وإدماجه ضمن قائمة التراث الطبيعي العالمي، أعلنت الحكومة عن نيتها لتحويل الحديقة إلى نقطة جذب سياحية رئيسية متخصصة في صنف السياحة البيئية.